# アイル (アルバム)
『アイル』は、FLOWの4枚目のオリジナルアルバム。

## 解説
- 前作『Golden Coast』から、ベストアルバム『FLOW THE BEST』をはさんで2年8ヶ月ぶりのリリースとなるオリジナルアルバム。
- 初回盤はスペシャルパッケージ（三方背BOX仕様）、DVD付。副音声にコメンタリー収録。
- 10thシングル「Around the world/KANDATA」の2曲目である「KANDATA」は未収録。
- キャッチコピーは、『約2年8ヶ月の軌跡の証。その集大成である全14曲。堂々完成。』

## 収録曲
1. Answer (4:36)
（作詞：Kohshi Asakawa　作曲：Takeshi Asakawa　編曲：FLOW&Koichi Tsutaya）
12thシングル。日本テレビ系テレビドラマ『探偵学園Q』オープニングテーマ。
2. Re:member 〜Album Mix〜 (3:17)
（作詞：Kohshi Asakawa　作曲：Takeshi Asakawa　編曲：FLOW&Terrassy）
9thシングルのアルバムバージョン。テレビ東京系『NARUTO -ナルト-』オープニングテーマ。シングルバージョンよりも、重低音が強調され、ギターソロの時の歌詞にエコーがかかっている。
3. 冬の雨音 (4:33)
（作詞：Kohshi Asakawa　作曲：Takeshi Asakawa　編曲：FLOW&Seiji Kameda）
13thシングルの1曲目。
4. 椿 (5:25)
（作詞：Kohshi Asakawa　作曲：Takeshi Asakawa　編曲：FLOW&Masanori Shimada）
5. Welcome to my misery (3:28)
（作詞：Kohshi Asakawa　作曲：Takeshi Asakawa　編曲：FLOW）
6. Carry on (3:14)
（作詞：Kohshi Asakawa　作曲：Kohshi Asakawa,Takeshi Asakawa　編曲：FLOW）
7. COLORS 〜Album Mix〜 (3:35)
（作詞：Kohshi Asakawa,Keigo Hayashi　作曲：Takeshi Asakawa　編曲：FLOW&Koichi Tsutaya）
11thシングルのアルバムバージョン。TBS系『コードギアス 反逆のルルーシュ』OP曲。原曲よりもドラムの音が控えめになっている。
8. 陽だまり feat.azumi from wyolica (5:00)
（作詞：Kohshi Asakawa,azumi　作曲：Takeshi Asakawa　編曲：FLOW）
wyolicaとのコラボナンバーである。
9. Smells likes thirty spirit (3:09)
（作詞：Kohshi Asakawa　作曲：Takeshi Asakawa　編曲：FLOW）
歌詞中に登場する「JUNJI TAKADA」とは、高田純次のことである。
10. SURVIVE〜mission No.149〜 (3:55)
（作詞：Kohshi Asakawa　作曲：Takeshi Asakawa　編曲：FLOW）
11. NIGHT PARADE by FLOW∞HOME MADE 家族 (4:55)
（作詞・作曲・編曲：FLOW∞HOME MADE 家族）
13thシングルの2曲目。HOME MADE 家族とのコラボナンバーである。
12. Around the world 〜Album Mix〜 (4:23)
（作詞：Kohshi Asakawa　作曲：Kohtaro Goto,Takeshi Asakawa　編曲：FLOW&Koichi Tsutaya）
10thシングルのアルバムバージョン。SUZUKI 『SWIFT』のCM曲に起用された。原曲よりも、シンセサイザーの音が増え、シンバルの音が強調されている。
13. 太陽の唄 (4:15)
（作詞：Kohshi Asakawa　作曲：Takeshi Asakawa　編曲：FLOW）
14. ありがとう (5:29)
（作詞：Kohshi Asakawa　作曲：Takeshi Asakawa,Kohshi Asakawa　編曲：FLOW&Seiji Kameda）
14thシングルで、本作の先行シングル。代々木ゼミナールCMソング。

## 演奏
- 蔦谷好位置：Piano, Organ, Synthesizers (#1.7.12)
- 山本拓夫：Alto Sax (#3)
- 西村浩二：Trumpet (#3)
- 村田陽一：Trombone (#3)
- 飯田高広：Synthesizer Operator (#3.14)
- 島田昌典：Piano, Tambourine (#4)
- 弦一徹ストリングス：Strings (#4)
- azumi (wyolica)：Vocal, Chorus (#8)
- HOME MADE 家族 (#11) 
  - KURO, MICRO：MC
  - U-ICHI：DJ
- 皆川真人：Keyboards, Electric Piano (#14)
- 金原千恵子ストリングス：Strings (#14)

## 初回特典DVD
- <MUSIC VIDEO>
  - Answer
  - 冬の雨音
  - NIGHT PARADE by FLOW∞HOME MADE 家族
  - ありがとう
  - Just do it!!!
    - 未発表曲。後に『カップリングコレクション』に収録。

- <LIVE VIDEO from FLOW LIVE TOUR 2007-2008 「アイル」 at 新木場STUDIO COAST>
  - Re:member
  - COLORS
  - Answer

- <BONUS MOVIE>
  - 冬の雨音/NIGHT PARADE by FLOW∞HOME MADE 家族 Music Video Making
  - ありがとう Photo Shooting